# أتشماوي
أتشماوي وأيضًا أجماوي وآجماوي (بالإنجليزية: Achomawi also Achumawi, Ajumawi and Ahjumawi)‏ هم العشائر التسعة الشمالية (من أصل أحد عشر عشيرة) الذين يرجعون لقبيلة بِتْ رِفِر ((نهر القعر، (بالإنجليزية: Pit River)‏) من الأمريكيين الأصليين الذين يعيشون في ما هو معروف الآن باسم شمال شرق كاليفورنيا في الولايات المتحدة. تحدثت هذه العشائر التسعة المستقلة بذاتها (والتي تسمى أيضًا "تريبليتس'') من هنود نهر بيت تاريخيًا لهجات مختلفة قليلاً عن اللغة المشتركة الأصلية، وتحدث الباقون لهجات من لغة ذات صلة، تسمى أتسوجوي. الاسم "أتشماوي" يعني "شعب النهر". ويُدعون أحيانًا "شعبُ الثلجِ". هم شعب مسالم عاش من خلال صيد الطرائد وصيد الأسماك وجمع النباتات البرية لأغراض طبية.
شعب أتشماوي يروي أسطورة عن خالقين، الأول هو الثعلب الفضي الحكيم، والآخر هو المُخادع (المُحتال) اللاأخلاقي، القيوط (الذئب).

## أسطورة الخلق
هُناك، حيثُ لم يكنْ إلَّا المياهُ البدئيَّةُ وسماءٌ ذاتُ صفاءٍ ولطفٍ، انبثقت، على حينِ غرَّةٍ، سحابةٌ من اللامكان، واستحالَت من فورِها إلى كينونةٍ حيَّةٍ يُقالُ لهَا «كايوتي». وكان قد تجمَّع سديمٌ على وجه الغمر، وتحوَّل السديمُ إلى ثعلبٍ فضِّيٍّ.
ولمَّا كان هذان الكائنان المخلوقان حديثًا على هذه الحال، أخذا يُفكران بصورةٍ لقاربٍ، فتكوَّن قاربٌ بلمح البصر أمام ناظريهما، بقوة الفكر تكوَّن. ركب الكايوتي والثعلب على متن القارب، وأخذ القارب يطوف بهما طوافًا لا إلى وجهة معلومة، وظلا على هاته الحال عدة سنوات، وفي نهاية المطاف، تسلل الملل إليهما فضجرا ضجرًا كبيرًا مما هم فيه.
فانبرى الثعلب الفضي لتغيير هذا الوضع، فجعل الكايوتي يضطجع على متن القارب، وما ترى من الكايوتي إلا وقد غط في النوم من فوره. وبينما كان زوج الثعلب الفضي نائمًا، عمد الفضي إلى التقاط بعض الشعيرات المُتساقطة من فراء رفيقه النائم، وصنع منها ما يشبه الحصيرة المُتماسكة الأجزاء، وفور انتهائه من نسجها، ألقاها فانتشرت على صفيحة الماء. وراح يخلق، بقوَّة فكره، الأشجار، والصخور، والشُّجيرات، والحشائش والأعشاب، والثمار بأنواعها المُتباينة.
وحينما فرغ من عملية الخلق، أيقظ زوجه من رقدته. فبادره الكايوتي بسؤال عن مكان تواجدهما؟ فأجابه الثعلب بأنَّهما نزلا على هذه الأرض الجديدة التي خلقها. فاستبشر وابتهج الكايوتي، الذي لم يتوفر على تحكم بذاته، وأطلق عنان نفسه، فأخذ يلتهم خيرات الأرض كما يشاء وكيفما شاء.
وأخيرًا، تصالح الكائنان على العيش في المكان الجديد سويَّةً، وانبرى الثعلب الفضي لبناء أوَّلِ كُوخٍ للتعرقِ على الأرض طُرًّا.